# Amiran Mujiri
Amiran Mujiri (in georgiano ამირან მუჯირი?; Batumi, 20 febbraio 1974) è un ex calciatore georgiano, di ruolo centrocampista.

## Palmarès

### Club

#### Competizioni nazionali
- Campionato georgiano: 1

Dinamo Tbilisi: 1998-1999
- Campionato bulgaro: 1

CSKA Sofia: 2004-2005
- Campionato azero: 1

Baku: 2008-2009